# Bistum Selonien
Das Bistum Selonien (lateinisch: episcopatus Seloniensis) war ein katholisches Bistum, das im 13. Jahrhundert im heutigen Lettland bestand. Es ist nach der historischen Landschaft Sēlija (lateinisch: Selonia) benannt. Der Bischofssitz war in Sēlpils.

## Geschichte
Albert von Buxthoeven, der Bischof von Riga, richtete das Bistum Selonien 1218 als Missionsbistum ein. Als dessen Bischof setzte er Bernhard II. zur Lippe ein, den Abt des Klosters Dünamünde. Papst Honorius III. bestätigte die Gründung am 25. Oktober 1219.
Das Bistum Selonien erstreckte sich südlich der Daugava im Siedlungsgebiet der Selonen. Nach dem Tod Bischof Bernhards 1224 wurde Bischof Lambert sein Nachfolger. Doch bereits 1226 wurde das Bistum Selonien zugunsten des Bistums Semgallen aufgelöst.